# Anni 180 a.C.
Gli anni 180 a.C. sono il decennio che comprende gli anni dal 189 a.C. al 180 a.C. inclusi.

## Nati
- Han Jingdi, imperatore cinese († 141 a.C.)
- Gaio Lelio Sapiente, politico romano († 125 a.C.)
- Leonida di Rodi, atleta greco antico
- Quinto Cecilio Metello Macedonico, politico e generale romano († 116 a.C.)186 a.C.
- Tolomeo VI, sovrano egizio († 145 a.C.)185 a.C.
- Andrisco, militare greco antico († 146 a.C.)
- Publio Cornelio Scipione Emiliano, militare e politico romano († 129 a.C.)183 a.C.
- Publio Cornelio Scipione Nasica Serapione, politico romano († 132 a.C.)180 a.C.
- Viriato, condottiero († 139 a.C.)

## Morti
- Zhang Liang, funzionario cinese188 a.C.
- 26 settembre - Han Huidi, imperatore cinese (n. 210 a.C.)
- Quinto Minucio Termo, politico e generale romano187 a.C.
- 3 luglio - Antioco III, sovrano184 a.C.
- Tito Maccio Plauto, commediografo romano183 a.C.
- Agesipoli III, sovrano spartano
- Filopemene, militare greco antico (n. 253 a.C.)
- Publio Cornelio Scipione, politico e generale romano (n. 236 a.C.)
- Publio Licinio Crasso Divite, politico romano181 a.C.
- Prusia I, re (n. 228 a.C.)180 a.C.
- Gaio Calpurnio Pisone, politico e generale romano
- Diocle, matematico greco antico (n. 240 a.C.)
- Tolomeo V, sovrano egizio (n. 210 a.C.)
- Lucio Valerio Flacco, politico romano